# Süd- und zentralamerikanische Handballmeisterschaft der Männer 2022
Die 2. Süd- und zentralamerikanische Handballmeisterschaft der Männer wurde vom 25. bis 29. Januar 2022 in Recife ausgetragen. Der Veranstalter war die Süd- und zentralamerikanische Handballkonföderation (COSCABAL); die Confederação Brasileira de Handebol richtete das Turnier aus.

## Qualifikation
Im November 2021 fand in Tegucigalpa (Honduras) die zentralamerikanische Qualifikation für die süd- und zentralamerikanische Handballmeisterschaft 2022 statt. Neben der gastgebenden honduranischen Nationalmannschaft nahmen auch die Nationalmannschaft von Costa Rica und die Nationalmannschaft von El Salvador teil. Gespielt wurde vom 11. bis 13. November in einer Runde jeder gegen jeden. Das Team aus Costa Rica qualifizierte sich durch den Turniersieg für die Teilnahme an der süd- und zentralamerikanischen Meisterschaft 2022.
| Pl.         | Verein      | Sp. | S | U | N | Tore    | Diff. | Punkte |
| ----------- | ----------- | --- | - | - | - | ------- | ----- | ------ |
| 1.          | Costa Rica  | 2   | 2 | 0 | 0 | 079:500 | +29   | 04:00  |
| 2.          | El Salvador | 2   | 1 | 0 | 1 | 048:540 | −6    | 02:20  |
| 3.          | Honduras    | 2   | 0 | 0 | 2 | 046:690 | −23   | 00:40  |
| Quelle: IHF |             |     |   |   |   |         |       |        |

## Teilnehmer
Für die Teilnahme am Turnier qualifizierten sich die Teams aus Argentinien, Bolivien, Brasilien, Chile, Costa Rica, Kolumbien, Paraguay und Uruguay. Nach dem Auftreten von COVID-19-Erkrankungen im Team von Kolumbien zog der kolumbianische Handballverband seine Teilnahme am Turnier zurück.

## Veranstaltungsort
Die Spiele fanden im Ginásio de Esportes Geraldo Magalhães in Recife statt. Die 1970 errichtete Mehrzweckhalle wurde zum Turnier renoviert. Die Zuschauerkapazität, die grundsätzlich 9000 Zuschauer beträgt, wurde wegen der COVID-19-Pandemie-Maßnahmen auf 7000 reduziert.

## Turnierverlauf

### Vorrunde
In der Vorrunde spielten drei Teams vom 25. bis 27. Januar 2022 in Gruppe A und vier Teams in Gruppe B in Turnierform jeder gegen jeden. Die Teams auf den Plätzen 1 und 2 ziehen in das Halbfinale ein.

#### Gruppe A
| Pl. | Verein      | Sp. | S | U | N | Tore     | Diff. | Punkte |
| --- | ----------- | --- | - | - | - | -------- | ----- | ------ |
| 1.  | Argentinien | 2   | 2 | 0 | 0 | 0113:260 | +87   | 04:00  |
| 2.  | Uruguay     | 2   | 1 | 0 | 1 | 060:520  | +8    | 02:20  |
| 3.  | Bolivien    | 2   | 0 | 0 | 2 | 017:1120 | −95   | 00:40  |

| Argentinien | – | Bolivien | 70:08 |
| Bolivien    | – | Uruguay  | 09:42 |
| Argentinien | – | Uruguay  | 43:18 |

#### Gruppe B
| Pl. | Verein     | Sp. | S | U | N | Tore     | Diff. | Punkte |
| --- | ---------- | --- | - | - | - | -------- | ----- | ------ |
| 1.  | Brasilien  | 3   | 3 | 0 | 0 | 0126:540 | +72   | 06:00  |
| 2.  | Chile      | 3   | 2 | 0 | 1 | 099:720  | +27   | 04:20  |
| 3.  | Paraguay   | 3   | 1 | 0 | 2 | 075:1130 | −38   | 02:40  |
| 4.  | Costa Rica | 3   | 0 | 0 | 3 | 053:1140 | −61   | 00:60  |

| Chile      | – | Costa Rica | 34:16 |
| Brasilien  | – | Paraguay   | 46:19 |
| Paraguay   | – | Chile      | 25:43 |
| Brasilien  | – | Costa Rica | 49:13 |
| Costa Rica | – | Paraguay   | 24:31 |
| Brasilien  | – | Chile      | 31:22 |

### Qualifizierungsspiel
In einem Qualifizierungsspiel trafen am 28. Januar 2022 die beiden Letzten der Vorrundenspiele aufeinander. Der Sieger traf im Spiel um Platz 5 auf den Drittplatzierten der Gruppe B.
| Bolivien | – | Costa Rica | 16:39 |

### Halbfinale
Im Halbfinale spielten die beiden besten Teams der Hauptrundengruppen am 28. Januar 2022 überkreuz im K.-o.-System gegeneinander. Die Sieger zogen in das Finale ein, die Verlierer spielten um Platz 3 gegeneinander.
| Argentinien | – | Chile   | 36:24 |
| Brasilien   | – | Uruguay | 48:20 |

### Spiel um Platz 5
Im Spiel um Platz 5 trafen am 29. Januar 2022 der Sieger des Qualifizierungsspiels und der Drittplatzierte der Gruppe B aufeinander.
| Paraguay | – | Costa Rica | 26:21 |

### Spiel um Platz 3
Im Spiel um Platz 3 trafen am 29. Januar 2022 die Verlierer der Halbfinalbegegnungen aufeinander.
| Chile | – | Uruguay | 29:21 |

### Spiel um Platz 1 (Finale)
Im Finale trafen am 29. Januar 2022 die beiden Sieger der Halbfinalspiele aufeinander.
| Argentinien | – | Brasilien | 17:20 |

### Abschlussplatzierungen
| Platz | Mannschaft  |
| ----- | ----------- |
| 01.   | Brasilien   |
| 02.   | Argentinien |
| 03.   | Chile       |
| 04.   | Uruguay     |
| 05.   | Paraguay    |
| 06.   | Costa Rica  |
| 07.   | Bolivien    |

Legende:
| 1.–4. | qualifiziert zur Teilnahme an der Weltmeisterschaft 2023 |

## Bester Torwerfer
Erfolgreichster Torschütze war Erwin Feuchtmann.

## All Star Team
In das All-Star-Team wurden die Argentinier Leonel Maciel, Ignacio Pizarro und James Lewis Parker, die Brasilianer Rudolph Hackbarth, João da Silva und Rogério Moraes sowie der Chilene Rodrigo Salinas Muñoz gewählt. Als bester Spieler wurde Thiago Petrus gewählt.